# Љубиша Самарџић
Љубиша Самарџић (Скопље, 19. новембар 1936 — Београд, 8. септембар 2017) био је српски и југословенски глумац, редитељ и продуцент. Каријеру је започео шездесетих година прошлог века глумећи углавном у партизанским филмовима, али му је несумњиву популарност донела и сарадња са глумицом Миленом Дравић, као и режисером Пуришом Ђорђевићем. Самарџић је једини српски глумац награђен Златним лавом на Филмском фестивалу у Венецији (1967). Надимак му је био Смоки, по улози коју је тумачио у филму Пешчани град.

## Биографија
Рођен је у Скопљу, у породици рудара који су радили у руднику угља Јелашница код Нишке Бање.
Води порекло са Кривошија одакле се његов отац двадесетих година двадесетог века одселио трбухом за крухом. Још у гимназији је повремено радио да би издржавао породицу. Студирао је право, а потом је прешао на Академију за позориште, филм, радио и телевизију у Београду. Његов таленат је откривен веома рано и добио је стипендију за студије код режисера Бојана Ступице. Самарџић је завршио Академију у Београду.
Бојан Ступица му је прибавио стипендију Атељеа 212, али је — привучен филмом (деби у Играма на скелама, 1961, Срећка Веиганда) — на сцени играо тек на самом почетку каријере. Пажњу критике привукао је већ следећом улогом шармантног неспретњаковића у Прекобројној (1962) Бранка Бауера, а углед је учврстио 1963. филмовима Пешчани замак Боштјана Хладника, Дани Александра Петровића и Десант на Дрвар Фадила Хаџића. За филм Јутро, где је тумачио лик младог партизана суоченог с трагедијама рата, награђен је на Фестивалу у Венецији. Гран при у Нишу добио је за улогу у филму Вељка Булајића Битка на Неретви 1969. године.
Кроз готово тридесет година глумио је главне и веће споредне улоге у више од седамдесет филмова различитих жанрова, најчешће у ратним и комедијама, а касније и у делима друштвене проблематике: Љубавни живот Будимира Трајковића, Смрт господина Голуже, Живот је леп, Кућа поред пруге и др.
Наклоност публике стекао је готово искључиво на филму; како сам каже, играо је код скоро свих југословенских редитеља. На телевизији је наступао релативно мало (главне улоге у четири телевизијске серије: Куда иду дивље свиње, Димитрије Туцовић, Врућ ветар и Полицајац са Петловог брда).
Добитник је и Седмојулске награде СР Србије 1984. године за глумачко остварење у протеклих двадесетпет година, те тадашњег највишег признања Награде АВНОЈ-а 1988. године (иначе, ова награда је први пут додељена једном филмском глумцу). Од свих југословенских глумаца најчешће је награђиван на Пулском фестивалу.
Крајем јануара 2009, поводом 50. годишњице богате каријере, Љубиша Самарџић је био гост у љубљанској Каварани Кинодвор. Културни догађај је обележила и загребачка панк група Љубиша Самарџић.
Љубиша Самарџић је био ангажован у друштвено-политичком раду у Републици Србији. Био је члан Партије уједињених пензионера Србије (ПУПС) и бивши члан Управног одбора Републичког фонда за пензијско и инвалидско осигурање (ПИО); у време СФР Југославије, као глумац, глумио је партизанске улоге у ратним филмовима због чега је уживао симпатије и наклоност владајуће политичке партије Савеза комуниста Југославије.
Своје награде, дипломе и признања поклонио је Југословенској кинотеци фебруара 2014. године. Легат је представљен јавности 27. фебруара 2016. године. Године 2017. снимио је филм о себи који се зове Панта реи.
Љубиши Самарџићу је крајем 2016. године оперисан тумор на мозгу. Преминуо је после тешке болести 8. септембра 2017. године, у 81. години живота. Сахрањен је на Новом гробљу у Београду.
На централном шеталишту у Нишкој Бањи му је током 2022. подигнут споменик.
Његов син је био Драган Самарџић.

## Награде и признања
- Златни лав за улогу у филму Јутро (1967)[11]
- Она и он — заједно са Миленом Дравић за улоге у филму Јутро; додељују ТВ Новости (1968)[12]
- Гран при за улогу у филму Битка на Неретви на Филмским сусретима у Нишу (1970)[13]
- Златна арена за улоге у филмовима Бомбаши (1973), Доктор Младен (1975) и Рад на одређено време (1980)
- Глумачки пар године — заједно са Весном Чипчић за улоге у телевизијској серији Врућ ветар на Филмским сусретима у Нишу; по избору читалаца ТВ Новости (1980)[12]
- Гран при за улогу Боривоја Шурдиловића на Филмским сусретима у Нишу (1983)[14]
- Седмојулска награда (1984)
- Награда АВНОЈ (1988)
- Награда Павле Вуисић за животно дело (август 1995) — за улоге у југословенској кинематографији
- Награда академије Иво Андрић за животно дело (2005)
- Златна медаља за заслуге - за изузетне заслуге и остварене резултате у културним делатностима, поводом Дана државности Републике Србије (2015)
- Награда Милан Жмукић на Филмском фестивалу у Херцег Новом (2016)[15]

## Филмографија
|                   | 1960-е▼ | 1970-е▼ | 1980-е▼ | 1990-е▼ | 2000-е▼ | 2010-е▼ | Укупно |
| ----------------- | ------- | ------- | ------- | ------- | ------- | ------- | ------ |
| Дугометражни филм | 23      | 24      | 34      | 11      | 5       | 1       | 98     |
| ТВ филм           | 3       | 1       | 1       | 0       | 2       | 0       | 7      |
| ТВ серија         | 1       | 8       | 3       | 3       | 4       | 2       | 21     |
| ТВ мини-серија    | 0       | 3       | 2       | 0       | 0       | 0       | 5      |
| Укупно            | 27      | 36      | 40      | 14      | 11      | 4       | 132    |

## Улоге и режија
| Год.       | Назив                                                          | Улога                     |
| ---------- | -------------------------------------------------------------- | ------------------------- |
| 1960-е▲    |                                                                |                           |
| 1960.      | Сплетка и љубав                                                |                           |
| 1961.      | Игре на скелама                                                | Гвардијан                 |
| 1962.      | Прекобројна                                                    | Микајло Настић            |
| 1962.      | Пешчани сат                                                    |                           |
| 1962.      | Козара                                                         | Митар                     |
| 1962.      | Пешчани град                                                   | Смоки                     |
| 1963.      | Десант на Дрвар                                                | Милан                     |
| 1963.      | Дани                                                           | Драган                    |
| 1964.      | Лито виловито                                                  | Вића                      |
| 1965.      | Инспектор                                                      | Боривоје Јовановић        |
| 1965.      | Девојка                                                        | Партизан                  |
| 1965.      | Болничка соба                                                  |                           |
| 1965.      | Истим путем се не враћај                                       | Абдул                     |
| 1966.      | Орлови рано лете                                               | Николетина Бурсаћ         |
| 1966.      | Штићеник                                                       | Иван Стојановић           |
| 1966.      | Сан                                                            | Мали                      |
| 1967.      | Нож                                                            | Марков помоћник           |
| 1967.      | Јутро                                                          | Мали                      |
| 1967.      | Диверзанти                                                     | Шарац                     |
| 1967.      | Смоки                                                          | Смоки                     |
| 1967.      | Боксери иду у рај                                              | Реум                      |
| 1968.      | Операција Београд                                              | Јаша                      |
| 1968.      | Подне                                                          | Љубиша                    |
| 1968.      | Сирота Марија                                                  | Војислав                  |
| 1968.      | У раскораку                                                    |                           |
| 1968.      | Голи човјек                                                    | Спиро                     |
| 1969.      | Тања                                                           |                           |
| 1969.      | Битка на Неретви                                               | Новак                     |
| 1970-е▲    |                                                                |                           |
| 1970.      | X + YY: Formel des Bösen                                       |                           |
| 1970.      | Сирома’ сам ал’ сам бесан                                      | Сава Кекић                |
| 1970.      | Бициклисти                                                     | Партизан                  |
| 1970.      | Жарки                                                          |                           |
| 1971.      | Од сваког кога сам волела (серија)                             |                           |
| 1971.      | La Betìa ovvero in amore per ogni gaudenza ci vuole cofferenza | Зилио                     |
| 1971.      | Цео живот за годину дана                                       | Цакан Јанковић            |
| 1971.      | Куда иду дивље свиње                                           | Црни Рок                  |
| 1972.      | Девето чудо на истоку                                          |                           |
| 1972.      | Грађани села Луга                                              | Видоје                    |
| 1972.      | Валтер брани Сарајево                                          | Зис                       |
| 1972.      | Образ уз образ                                                 | Смоки                     |
| 1973.      | Бомбаши                                                        | Ковач                     |
| 1973.      | Сутјеска                                                       | Станојло                  |
| 1974.      | Валтер брани Сарајево (ТВ серија)                              | Зис                       |
| 1974.      | Представа „Хамлета“ у Мрдуши Доњој                             | Мачак                     |
| 1974.      | Димитрије Туцовић (ТВ серија)                                  | Димитрије Туцовић         |
| 1975.      | Наивко                                                         | Бузга Мирочки             |
| 1975.      | Доктор Младен                                                  | Станиша                   |
| 1975.      | Црвена земља                                                   | Коста                     |
| 1975.      | Хајдук                                                         |                           |
| 1975.      | Дивота прашине                                                 |                           |
| 1976.      | Беле траве                                                     |                           |
| 1976.      | Морава 76                                                      | Веско                     |
| 1976.      | Част ми је позвати вас                                         | Смоки                     |
| 1977.      | Љубавни живот Будимира Трајковића                              | Војислав Воја Трајковић   |
| 1977.      | Специјално васпитање                                           | Милиционер Цане           |
| 1978.      | Стићи пре свитања                                              | Коста                     |
| 1978.      | Тамо и натраг                                                  | Сава Богдановић           |
| 1978.      | Бошко Буха (ТВ серија)                                         | Милун                     |
| 1978.      | Бошко Буха                                                     | Милун                     |
| 1978.      | Луде године                                                    | Др Лазовић                |
| 1978.      | Тигар                                                          | Шорга Тигар               |
| 1978.      | Повратак отписаних (ТВ серија)                                 | Шпанац                    |
| 1979.      | Партизанска ескадрила                                          | Жаре                      |
| 1980-е▲    |                                                                |                           |
| 1980.      | Авантуре Боривоја Шурдиловића                                  | Боривоје Шурдиловић Шурда |
| 1980.      | Врућ ветар                                                     | Боривоје Шурдиловић Шурда |
| 1980.      | Рад на одређено време                                          | Синиша Пантић             |
| 1981.      | Краљевски воз                                                  | Толе                      |
| 1981.      | Нека друга жена                                                | Гвозден                   |
| 1981.      | Високи напон                                                   | Иво Горета                |
| 1981.      | Широко је лишће                                                | Марко                     |
| 1981.      | Гости из галаксије                                             | Тони                      |
| 1982.      | Савамала                                                       | Лампаш                    |
| 1982.      | Мој тата на одређено време                                     | Синиша Пантић             |
| 1982.      | Двије половине срца                                            | Отац                      |
| 1982.      | Смрт господина Голуже                                          | Голужа                    |
| 1983.      | Медени мјесец                                                  | Рајко                     |
| 1983.      | Тимочка буна                                                   | Лазар „Уча”               |
| 1983.      | Шећерна водица                                                 | Фотограф                  |
| 1984.      | Пази шта радиш                                                 | Плавшић, професор музике  |
| 1984.      | Јагуаров скок                                                  | Богдан Богић „Боги“       |
| 1985.      | Кво вадис? (мини-серија)                                       | Фемијус Руфус             |
| 1985.      | Оркестар једне младости                                        | Драгиша Којић             |
| 1985.      | Није лако са мушкарцима                                        | Иван Секуловић            |
| 1985.      | Живот је леп                                                   | Келнер Валентино „Тровач“ |
| 1985.      | Антиказанова                                                   | Стипе                     |
| 1986.      | Бал на води                                                    | Гленов отац               |
| 1986.      | Добровољци                                                     | Келнер                    |
| 1986.      | Развод на одређено време                                       | Синиша Пантић             |
| 1986.      | Протестни албум                                                | директор Пашић            |
| 1987.      | Лагер Ниш                                                      | Коцкар Коле               |
| 1987.      | На путу за Катангу                                             | Тоша Палидрвце            |
| 1987.      | Анђео чувар                                                    | Драган                    |
| 1987.      | И то се зове срећа                                             | Баћа                      |
| 1987.      | Живела слобода                                                 | Командант                 |
| 1987/91.   | Бољи живот                                                     | Љубомир Завишић           |
| 1988.      | Ванбрачна путовања                                             | Капетан Тадић             |
| 1988.      | Кућа поред пруге                                               | Станиша                   |
| 1989.      | Рођаци из Лазина                                               | Урош                      |
| 1989.      | Искушавање ђавола                                              | Поштар Ђока               |
| 1989.      | Полтрон                                                        | Миодраг Крталић           |
| 1989.      | Урош блесави                                                   | Урош „Блесави“            |
| 1990-е▲    |                                                                |                           |
| 1991.      | Ноћ у кући моје мајке                                          | Сретен                    |
| 1991.      | Мала                                                           | Жика Ајкула               |
| 1992.      | Полицајац са Петловог брда                                     | Бошко Симић               |
| 1993.      | Кажи зашто ме остави                                           | Раде                      |
| 1993.      | Метла без дршке                                                |                           |
| 1993.      | Три карте за Холивуд                                           | Лимијер                   |
| 1993/94.   | Полицајац са Петловог брда (ТВ серија)                         | Бошко Симић               |
| 1994.      | Магареће године                                                | Јово „Шкандал“            |
| 1995.      | Убиство с предумишљајем                                        | Видосав                   |
| 1996.      | Југофилм                                                       | Бора                      |
| 1998.      | Блуз за Саро                                                   | Миливој                   |
| 1998.      | Стршљен                                                        | Професор Лане Шекуларац   |
| 1999.      | Точкови                                                        | Власник хотела            |
| 2000-е▲    |                                                                |                           |
| 2001.      | Наташа                                                         | Тоша, Наташин отац        |
| 2002.      | Обећана земља                                                  |                           |
| 2003.      | Ју                                                             |                           |
| 2004.      | Црна хроника (ТВ серија)                                       | Комесар Борис Филиповић   |
| 2004.      | Јесен стиже, дуњо моја                                         | Маријин отац              |
| 2006.      | Од данас до сутра                                              |                           |
| 2007.      | Коњи врани                                                     | Дуњин деда                |
| 2008.      | Бледи месец                                                    | Дуњин деда                |
| 2002—2008. | Виза за будућност (ТВ серија)                                  | Милан Голијанин           |
| 2010-е▲    |                                                                |                           |
| 2009—2010. | Јесен стиже, Дуњо моја (ТВ серија)                             | Дуњин деда                |
| 2011.      | Мирис кише на Балкану (ТВ серија)                              | Чувар гробља              |
| 2011.      | Мирис кише на Балкану                                          |                           |

| Год.       | Назив                              | Жанр         | Награда                                     |
| ---------- | ---------------------------------- | ------------ | ------------------------------------------- |
| 1999.      | Небеска удица                      | драма, ратни | Прва награда на Филмском фестивалу у Милану |
| 2001.      | Наташа                             | драма        |                                             |
| 2003.      | Ледина                             | драма        |                                             |
| 2004.      | Јесен стиже, дуњо моја             | драма        | Златна мимоза                               |
| 2007.      | Коњи врани                         | драма        |                                             |
| 2008.      | Бледи месец                        | драма        |                                             |
| 2009—2010. | Јесен стиже, Дуњо моја (ТВ серија) | драма        |                                             |
| 2010—2011. | Мирис кише на Балкану (ТВ серија)  | драма        |                                             |
| 2011.      | Мирис кише на Балкану              | драма        |                                             |
| 2017.      | Панта реи                          |              |                                             |